# Softwarelupe
Die Softwarelupe (im Zusammenhang mit der Fotografie auch Fokuslupe genannt) ist ein softwaretechnisches Hilfsmittel zur Veränderung des angezeigten Bildausschnitts von digital vorliegenden Bilddaten. In der Digitalfotografie kann sie zur Erhöhung der Präzision der Entfernungseinstellung eingesetzt werden.

## Beschreibung
Bei Digitalkameras werden im Live-View-Modus auf dem Monitor oder im elektronischen Sucher in der Regel wesentlich weniger Bildpunkte wiedergegeben, als vom Bildsensor zur Verfügung stehen. Daher kann mit deren Hilfe nicht ohne weiteres beliebig genau manuell scharfgestellt werden. Die Firmware der Kamera kann einen zentralen oder wählbaren Ausschnitt des Gesamtbildes auf dem Monitor oder im elektronischen Sucher vergrößert darstellen. Der Benutzer kann anhand des visuellen Schärfeeindrucks im vergrößerten und detailreicheren Bild eine exakte manuelle Scharfstellung vornehmen.

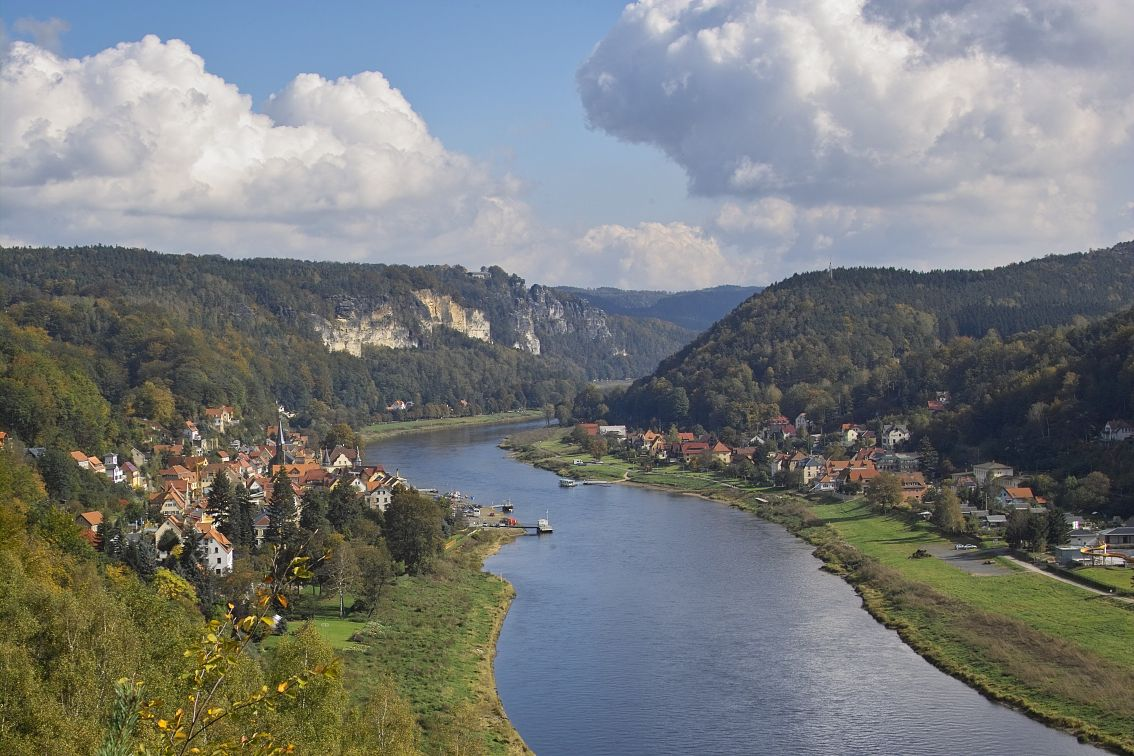
Sucherbild ohne Softwarelupe
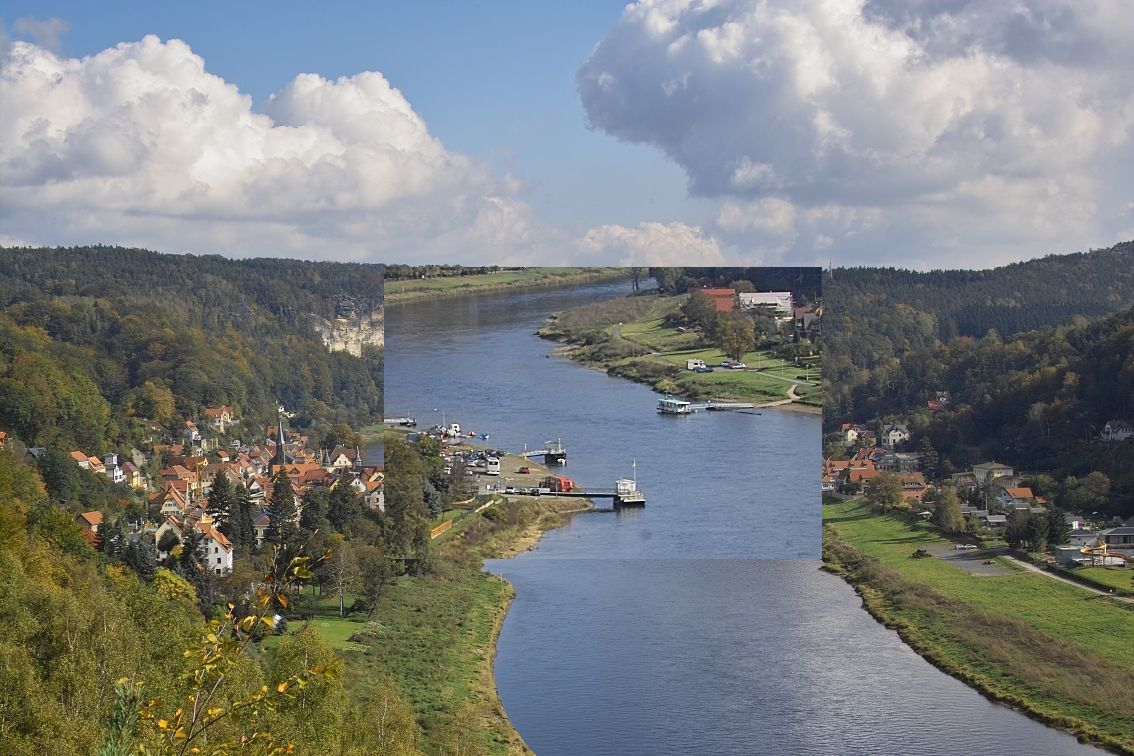
Mit Softwarelupe in der Bildmitte
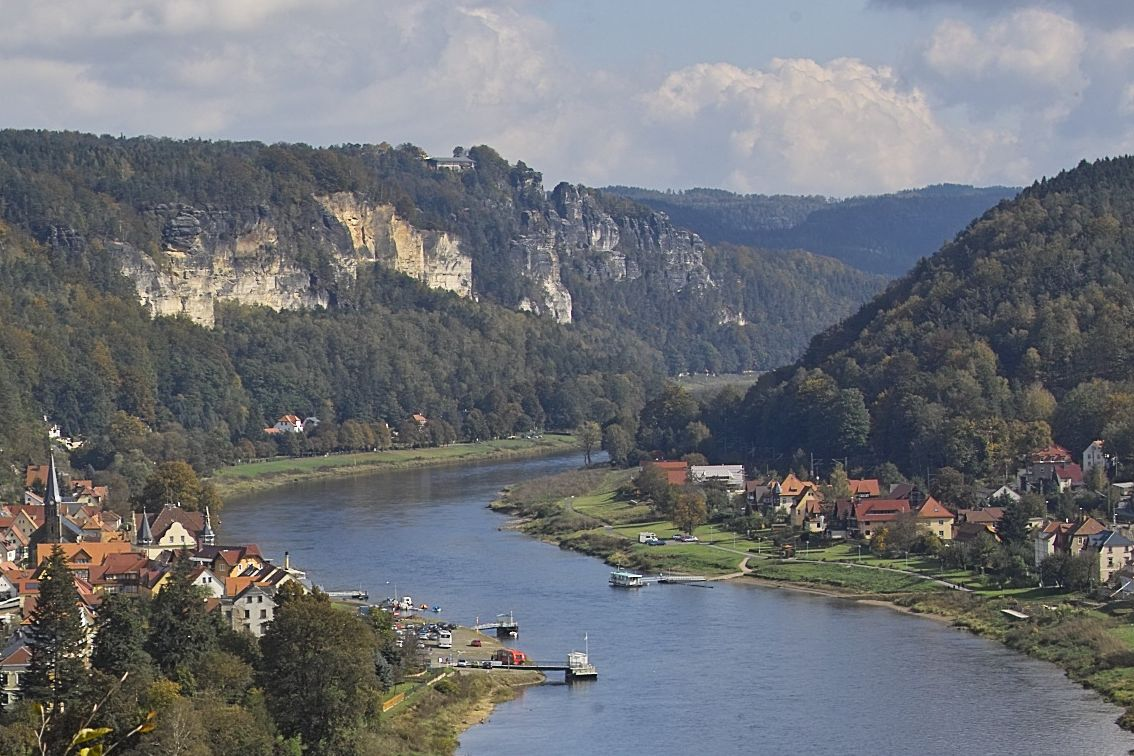
Mit formatfüllender Softwarelupe

## Bildschirmlupe

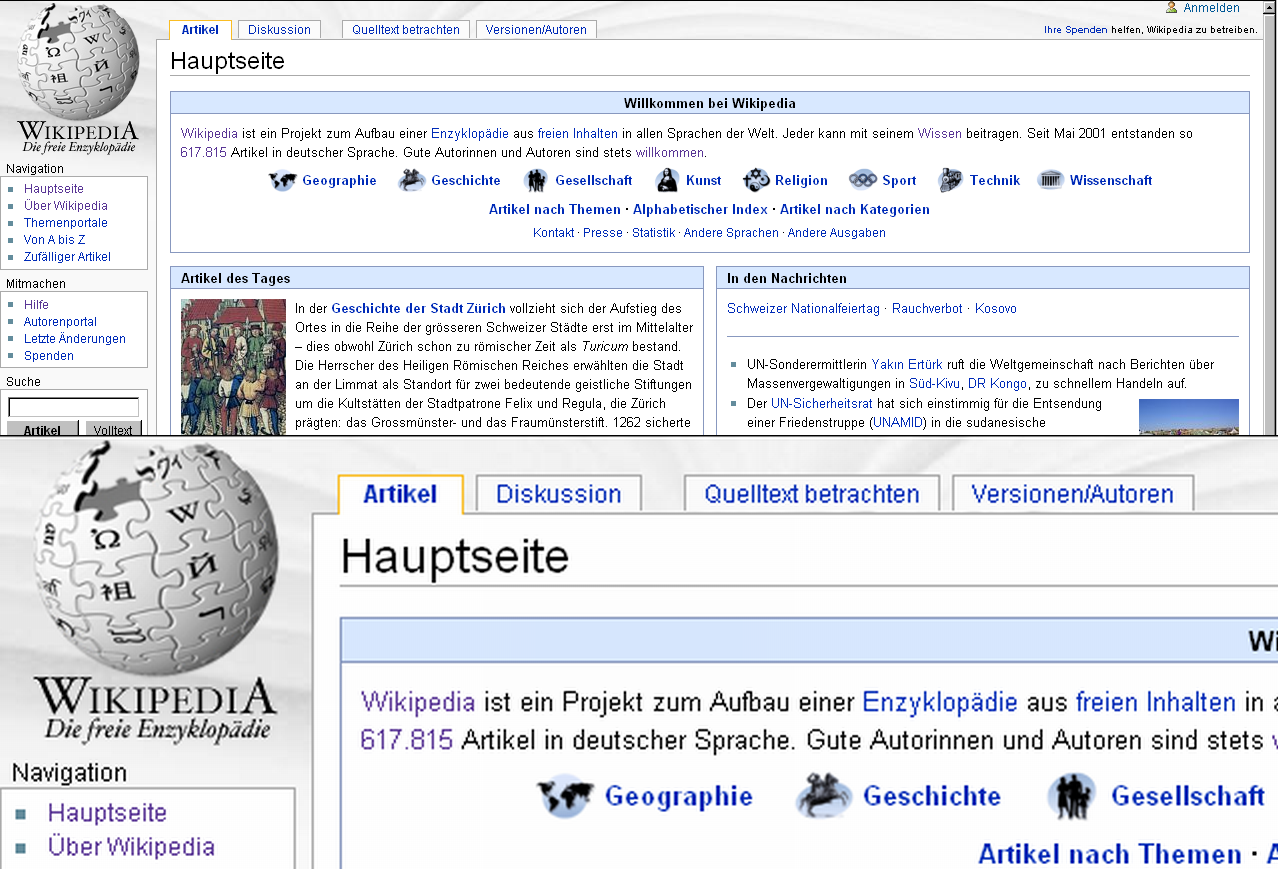
Wikipedia-Startseite mit Vergrößerung des linken oberen Bildausschnitts in der unteren Bildhälfte

Ein ähnliches Vorgehen gibt es bei der Bildschirmlupe für sehbehinderte Computernutzer, bei der ebenfalls Bildausschnitte vergrößert auf dem Computermonitor dargestellt werden. Hierbei wird allerdings keine höhere Bildschärfe erzielt, da die Bildpunkte, die auch unvergrößert schon alle getrennt wahrgenommen werden können, lediglich durch Zeilen- und Spaltenvervielfachungen vergrößert dargestellt werden, wobei für Normalsichtige kein Informationsgewinn erzielt wird. Meist wird der Bereich um den Mauszeiger herum vergrößert dargestellt, so dass der Benutzer auf der gesamten Seite arbeiten kann.